# Gerhard Leitner (Anglist)
Gerhard Wolfgang Leitner (* 5. November 1944 in Nürnberg) ist ein deutscher Anglist, Sprachwissenschaftler und Hochschullehrer.

## Leben und Wirken
Gerhard Leitner studierte Anglistik, Romanistik und Linguistik an der Universität Hamburg, am University College London und der Universität Bordeaux. Seine Magisterprüfung und das erste Staatsexamen für den höheren Schuldienst in den Fächern Englisch und Französisch erfolgte 1971 an der Universität Hamburg. Dort promovierte er anschließend 1973 mit einer Arbeit aus dem Bereich der Linguistik der englischen Sprache. Ab 1972 war er als wissenschaftlicher Assistent an der Technischen Universität Hannover tätig, von 1974 bis 1980 als Akademischer Rat. Im Jahre 1979 habilitierte er sich dort. 1980 übernahm er eine Professur für Englische Linguistik an der Freien Universität Berlin. Gastprofessuren führten ihn u. a. an die Universität Malaya (mehrmals zwischen 2008 und 2017) und die Monash University in Australien (1992 und 1995/96). 2013 wurde er emeritiert.
Neben seinen linguistischen Arbeiten veröffentlichte Gerhard Leitner Werke über Englisch als Weltsprache und der Geschichte Australiens einschl. der Aborigines.
Seit 2001 ist Leitner Präsident des Vereins für Förderung von Wilton Park und seit 2006 Honorary Fellow of the Academy of the Humanities of Australia.

## Veröffentlichungen (Auswahl)
- Denominale Verbalisierung im Englischen. Eine Analyse der Derivation im Rahmen der generativen Grammatik (= Linguistische Arbeiten. Bd. 21). Niemeyer, Tübingen 1974, ISBN 3-484-10211-X (= Dissertation Universität Hamburg).
- Gesprächsanalyse und Rundfunkkommunikation. Die Struktur englischer phone-ins. Olms, Hildesheim 1983, ISBN 3-487-07464-8 (= Habilitationsschrift Technische Universität Hannover).
- (Hrsg.): The English reference grammar.  Language and linguistics, writers and reader (= Linguistische Arbeiten. Bd. 121). Niemeyer, Tübingen 1986, ISBN 3-484-30172-4.
- BBC English und Englisch lernen mit der BBC. Langenscheidt, Berlin 1989, ISBN 3-468-49441-6.
- (Hrsg., mit Gottfried Graustein): Reference grammars and modern linguistic theory (= Linguistische Arbeiten. Bd. 226). Niemeyer, Tübingen 1989, ISBN 3-484-30226-7.
- (Hrsg.): English traditional grammars. An international perspective (= Amsterdam studies in the theory and history of linguistic science, Series 3. Bd. 62). Benjamins, Amsterdam 1991, ISBN 90-272-4549-5.
- (Hrsg.): New directions in English language corpora. Methodology, results, software developments (= Topics in English linguistics. Bd. 9). Mouton de Gruyter, Berlin 1992, ISBN 3-11-013201-X.
- Australia’s many voices. Australian English, the national language (= Contributions to the sociology of language, Bd. 90,1). Mouton de Gruyter, Berlin 2004, ISBN 3-11-018194-0.
- Die Aborigines Australiens. C. H. Beck, München 2006, ISBN 3-406-50889-8.
- (Hrsg.): The habitat of Australia’s aboriginal languages. Past, present and future (= Trends in linguistics. Bd. 197). Mouton de Gruyter, Berlin 2007, ISBN 978-3-11-019079-3.
- Weltsprache Englisch. Vom angelsächsischen Dialekt zur globalen Lingua franca. Beck, München 2009, ISBN 978-3-406-59282-9.
- English today. Introducing the varieties of English around the world. Reclam, Stuttgart 2012, ISBN 978-3-15-019849-0.
- (Mithrsg.): Variation and change in postcolonial contexts. Cambridge Scholars Publishing, Newcastle upon Tyne 2015, ISBN 978-1-4438-7611-7.
- (Mithrsg.): Communicating with Asia. The future of English as a global language. Cambridge University Press, Cambridge 2016, ISBN 978-1-107-66605-4.
- Geschichte Australiens. Reclam, Stuttgart 2016, ISBN 978-3-15-011066-9.